# 觉囊寺
觉囊寺，又译“觉朗寺”，全名“觉摩囊寺”，位于西藏自治区日喀则地区拉孜县彭措林乡，是一座藏传佛教格鲁派尼寺，原是觉囊派的祖寺。

## 历史
觉囊寺位于日喀则地区拉孜县驻地东北、雅鲁藏布江南岸的彭措林乡欧布琼山山腰处，距离拉孜县城64公里，海拔4050米。
《觉囊派教法史》载，觉囊寺的创建者是域摩·弥觉多吉（约12世纪初人，曾经学习时轮与密集金刚，创立“他空见”解。享年82岁）的五传弟子衮邦·突结尊追于1300年之前创建。该寺全名“觉摩囊寺”，简称“觉囊寺”。
衮邦·突结尊追（1243年－1313年）藏历水兔年生于多格当哇恰尔地方，起初为萨迦派僧人，曾是八思巴的弟子，后来师从衮钦·却吉沃色学习《时轮讲解》和《六支瑜伽》。衮钦·却吉沃色暗地将“他空见”时轮的教授传给了他，他经实修，证悟“他空见”大中观乐空双运之理。他以“他空见”进解《时轮六支瑜伽》，遂自成一派。因其驻锡觉囊寺，故此派被称作“觉囊派”。
另一种说法称，觉囊寺由觉朗贡庆于1627年创建。
觉囊寺鼎盛时期，曾有两万多名僧人。觉囊寺原为觉囊派寺院，1649年五世达赖时期改宗格鲁派。该寺历史上的重要人物有觉朗贡庆、土旺西绕坚参。
文化大革命中，觉囊寺受到惨重破坏，寺内文物全部散失。1981年，政府拨出专款修复该寺。有说法称，修复之后的觉囊寺恢复为觉囊派寺院。但实际上，该寺修复后，成为格鲁派的尼寺。21世纪初，寺内主供笃补巴·西饶坚赞师徒三尊塑像，住寺阿尼有18名，该寺已成为该地区及青海、四川等地佛教信徒的重要朝拜之所。
每年藏历4月15日，该寺举办“时轮跳神”节宗教活动。

## 建筑
原来，觉囊寺的大殿有二层楼高，面积36柱，石木结构。此外，觉囊寺原来还有藏式平顶的四层高的喇让（活佛居室）、德瓦建新康（极乐刹土）各一座，另有拉康（佛殿）法会场、僧舍等等。
觉囊寺最知名的建筑是“通卓钦摩”大佛塔（又称“曲朗塔”）。此塔上小下大，雄伟壮观，与该寺建筑融为一体。传说，江孜白居寺的“十万佛塔”便是按照此塔的样式建造的。通卓钦摩（意为“见乾得解脱”）大佛塔由笃补巴· 西饶坚赞主持兴建。
笃补巴·西饶坚赞于1292年生于阿里地区笃补班仓地方的迦尤日城，父名益西旺秋，母名拉姆楚臣坚。幼年，依止喇嘛当巴等多位上师学习宁玛派教法及《中观理聚六论》等等，通晓工艺学。11岁师从堪布楚臣宁布受沙弥戒，学习拼读与佛经注释等等。21岁依杰顿嘉央扎巴学习《现观庄严论》、《俱舍论》、《入菩薩行論》等等显密经典以及七十多种灌顶教诫，人称“更钦”（意为“遍知者”）。31岁到觉囊地方，师从克尊云丹嘉措（1260年－1327年）学习佛法，专门学习六支瑜伽，生起“他空见”殊胜见修。35岁出任觉囊寺住持，此后主持该寺17年，其间兴建了通卓钦摩大佛塔。
通卓钦摩大佛塔在文化大革命中遭受严重破坏。1987年，在珠仁钦的资助下，由安多喇嘛益西负责，当地民众自筹资金22万多元人民币，复建了这座大佛塔。该塔占地面积1000多平方米，坐西朝东，板筑夯层结构。该塔共有11层，高27米，20柱，20角，带有108个门、108间小佛殿。每层外均有一圈走廊、护栏，可以盘旋而上。
从通卓钦摩大佛塔的正面进入，第一层拉康内现供奉笃补巴·西饶坚赞泥塑像以及用响铜铸造的尊胜塔5座；经架上有十万颂经书一套及其他经书多部；墙壁上绘有释迦牟尼等壁画。第二层楼主供弥勒佛、莲花生泥塑像，墙壁上绘有十一面观世音菩萨及燃灯佛（过去世佛）壁画。第三层楼供奉该塔兴建过程中自地下出土的鎏金铜铸造的四臂观音菩萨像5尊；墙壁上绘有十六罗汉及九世班禅的壁画。第十一层楼内有一座时轮殿，面积4柱，墙壁上绘有336尊时轮金刚像。这些壁画均属早期作品，明显带有印度风格。
通卓钦摩大佛塔周围，有许多嘛呢石刻，其中有的刻有“六字真言”，有的刻有佛经，有的刻有鱼、龙、日、月、鸟头、兽头，有的刻有释迦牟尼、千手观音、妙音天母，有的刻有怖畏金刚、六臂依怙、吉祥天母。此外，佛塔的墙壁上镶嵌有经过烧制的“擦擦”（小型模压泥塑），塑有上师、神灵、菩萨、佛陀等形象。
觉囊寺所在的欧琼山，在觉囊派鼎盛时期有修行洞两百多处，现在仍可见到五十多处，包括笃补巴·西饶坚赞的两个修行洞，即“金刚座”和“莲花座”；多罗那他（1575年－1634年）的修行洞“吉布洞”；莲花生的修行洞。